# Гориця (Велика Гориця)
Не варто плутати зі словенським клубом «Гориця» з міста Нова Гориця
ХНК «Гориця» (англ. Croatian Football Club Gorica, хорв. Hrvatski Nogometni Klub Gorica) — хорватський футбольний клуб з міста Велика Гориця, заснований 2009 року. Проводить свої домашні матчі на стадіоні «Радник», який має місткість 8000 місць.
У клубі вважають себе духовним продовженням попереднього клубу міста «Радник», який збанкрутував і був розпущений у 2009 році. А втім, юридично «Гориця» є самостійним клубом, і ніяк не пов'язана з історією «Радника».

## Історія
Є багаторічні традиції футболу в Великій Гориці. Перші організовані клуби були засновані в 1930-ті роки, але найвідоміший футбольний клуб, «Радник» виник в 1945 році, відразу після закінчення Другої світової війни.
Радник мав посередні результати в Югославії, а найбільші результати прийшли після відновлення незалежності Хорватії. З новим стадіоном, що був побудований для Універсіади 1987 року, «Радник» був включений у дебютний розіграш вищого дивізіону хорватської Ліги. Він змагався там протягом двох сезонів 1992/93 і 1993/94. Після вильоту почалося стрімке падіння клубу, внаслідок якого клуб грав навіть у четвертому дивізіоні чемпіонату Хорватії протягом чотирьох сезонів (з 2002 по 2006).
2009 року «Радник» зазнав фінансової скрути і єдиним рішенням для збереження у місті конкурентної команди було злиття з однією з фінансово стійких місцевих футбольних команд, якою став «Полет» з сусіднього села Бушевець. Новий клуб отримав назву «Гориця» і зайняв місце «Полета» у Третій лізі. У першому ж сезоні клуб виграв свій дивізіон і вийшов до Другої ліги.
Там у першому ж сезоні клуб 2010/11 клуб сенсаційно за два тури до кінця сезону став переможцем другого дивізіону і мав вийти у еліту хорватського футболу. Втім команда не отримала ліцензії і змушена була продовжити виступи у Другій лізі, граючи там аж до 2018 року, коли знову зайняла перше місце і цього разу отримала право дебютувати у найвищому дивізіоні Хорватії.

## Досягнення
- Переможець Другої ліги (2): 2010-11, 2017-18
- Переможець Третьої ліги — Захід (1): 2009-10

## Сезони
| Сезон   | League | League | League | League | League | League | League | League | League | Кубок | Найкращий бомбардир            | Найкращий бомбардир |
| Сезон   | Ліга   | І      | В      | Н      | П      | ГЗ     | ГП     | О      | М      | Кубок | Гравець                        | Голів               |
| ------- | ------ | ------ | ------ | ------ | ------ | ------ | ------ | ------ | ------ | ----- | ------------------------------ | ------------------- |
| 2009–10 | 3ХНЛ   | 34     | 25     | 4      | 5      | 63     | 20     | 79     | 1 ↑    |       | Ігор Хайдук                    | 20                  |
| 2010–11 | 2ХНЛ   | 30     | 20     | 4      | 6      | 54     | 21     | 64     | 1      |       | Борис Байто                    | 11                  |
| 2011–12 | 2ХНЛ   | 28     | 10     | 10     | 8      | 27     | 24     | 40     | 7      |       | Томіслав Пек                   | 6                   |
| 2012–13 | 2ХНЛ   | 30     | 10     | 10     | 10     | 40     | 35     | 40     | 10     | Р2    | Домагой Абрамович              | 12                  |
| 2013–14 | 2ХНЛ   | 33     | 13     | 6      | 14     | 32     | 33     | 45     | 7      | Р1    | Іван Антолек, Роберт Перичич   | 5                   |
| 2014–15 | 2ХНЛ   | 30     | 13     | 12     | 5      | 46     | 26     | 51     | 3      |       | Томислав Киш                   | 12                  |
| 2015–16 | 2ХНЛ   | 33     | 13     | 8      | 12     | 40     | 40     | 47     | 4      | Р1    | Беньямін Татар                 | 7                   |
| 2016–17 | 2ХНЛ   | 33     | 15     | 12     | 6      | 53     | 31     | 57     | 2      | ПР    | Беньямін Татар                 | 13                  |
| 2017–18 | 2ХНЛ   | 33     | 18     | 8      | 7      | 44     | 29     | 62     | 1 ↑    | Р2    | Хенрік Оямаа, Віктораш Астафей | 6                   |